# Shinji Tanaka
Shinji Tanaka (jap. 田中 真二 Tanaka Shinji; ur. 25 września 1960) – japoński piłkarz, reprezentant kraju.

## Kariera klubowa
Od 1983 do 1995 roku występował w klubach: Nissan Motors, Urawa Reds i Kyoto Purple Sanga.

## Kariera reprezentacyjna
W reprezentacji Japonii Shinji Tanaka zadebiutował 30 marca 1980 roku. W reprezentacji Japonii Shinji Tanaka występował w latach 1980-1985. W sumie w reprezentacji wystąpił w 17 spotkaniach.

## Statystyki
| Reprezentacja Japonii | Reprezentacja Japonii | Reprezentacja Japonii |
| Rok                   | Mecze                 | Gole                  |
| --------------------- | --------------------- | --------------------- |
| 1980                  | 4                     | 0                     |
| 1981                  | 8                     | 0                     |
| 1982                  | 0                     | 0                     |
| 1983                  | 0                     | 0                     |
| 1984                  | 2                     | 0                     |
| 1985                  | 3                     | 0                     |
| Razem                 | 17                    | 0                     |